# Chigara
Chigara (em árabe: الشيقارة) é uma cidade e comuna localizada na província de Mila, Argélia. Segundo o censo de 2008, a população total da cidade era de 14 661 habitantes.